# Callopistria miracula
Callopistria miracula là một loài bướm đêm trong họ Noctuidae.